# Campylostelium pitardii
Campylostelium pitardii är en bladmossart som beskrevs av E. Maier 1998. Campylostelium pitardii ingår i släktet Campylostelium och familjen Ptychomitriaceae. Inga underarter finns listade i Catalogue of Life.